# Rögrundet (vid Lemlaxön, Pargas)
Rögrundet är en ö i Finland. Den ligger i Skärgårdshavet och i kommunen Pargas i den ekonomiska regionen  Åboland i landskapet Egentliga Finland, i den sydvästra delen av landet. Ön ligger omkring 19 kilometer söder om Åbo och omkring 140 kilometer väster om Helsingfors.
Öns area är 0,3 hektar och dess största längd är 120 meter i öst-västlig riktning.